# Porto di Seiano
Il porto di Seiano è il porto principale della città di Vico Equense ed uno degli scali più importanti per il traffico passeggeri del golfo di Napoli: la città dispone anche di un altro scalo, porto di Vico Equense, situato più in centro ma di dimensioni più ridotte.

## Ubicazione
Il porto si trova in un'ampia insenatura della penisola sorrentina, presso la frazione di Seiano, a qualche chilometro dal comune di appartenenza, ossia Vico Equense. Essendo la zona di importanza turistica il porto è collegato al centro cittadino ed alle stazioni di Seiano e Vico Equense con un servizio di autobus.

## Strutture e servizi
Il porto di Seiano ha una banchina costruita in modo tale da racchiudere uno specchio d'acqua all'interno del quale trovano riparo numerosi imbarcazioni di privati e pescherecci alcuni dei quali raggiungono notevoli dimensioni.
La strada lungo il quale sorge il porto durante il periodo estivo è meta di numerosi turisti sia per la presenza di spiagge, che di alberghi e ristoranti.